# Estrup (Sydslesvig)
 For alternative betydninger, se Estrup. (Se også artikler, som begynder med Estrup)
Estrup er en landsby beliggende sydøst for Flensborg i Angel i Sydslesvig. Administrativt hører Estrup under Store Solt Kommune i Slesvig-Flensborg kreds i den nordtyske delstat Slesvig-Holsten. I kirkelig henseende hører landsbyen til Store Solt Sogn. Sognet lå i Ugle Herred (Flensborg Amt, Sønderjylland), da området tilhørte Danmark. Estrup bestod i 1900-tallet af seks gårde, otte kådnersteder (husmandssteder) samt en skole. Med under landsbyen hører også kådnerstederne ved Møllebro samt Estrupgaard, Estrupstam, Estrupmark og Klosteret.
Estrup er første gang nævnt 1472. Forleddet er personnavnet glda. Æsi. Klosteret er første gang nævnt 1780. Stednavnet henføres til jysk/angeldansk Kluster, Klyster , brugt som en klynge huse. Den 15. februar 1970 blev den hidtil selvstændige Estrup Kommune indlemmet i Store Solt Kommune. Sydvest for selve landbyen Estrup ligger Bistoft og Møllebro, i sydøst Kollerup, i øst Oksagerskov og Damende og i nord Lille Solt.